# Freedom Air
Freedom Air – nowozelandzka tania linia lotnicza. Oferowała loty między miastami w Nowej Zelandii, Wschodniej Australii i Fidżi.
Flota Freedom Air składała się z 5 samolotów Boeing 737 i 1 Airbus A320-200. Właścicielem był Air New Zealand. Linia latała od roku 1995 do 2008.

## Porty docelowe
- Australia
  - Brisbane (Port lotniczy Brisbane)
  - Gold Coast (Port lotniczy Gold Coast)
  - Melbourne (Port lotniczy Melbourne-Tullamarine)
  - Sydney (Port lotniczy Sydney-Kingsford Smith)
- Fidżi
  - Nadi (Port lotniczy Nadi)
- Nowa Zelandia
  - Auckland (Port lotniczy Auckland)
  - Christchurch (Port lotniczy Christchurch)
  - Dunedin (Port lotniczy Dunedin)
  - Hamilton (Port lotniczy Hamilton (Nowa Zelandia))
  - Palmerston North (Port lotniczy Palmerston North)
  - Wellington (Port lotniczy Wellington)